# Molinges
Molinges ist eine Ortschaft und eine ehemalige französische Gemeinde mit 697 Einwohnern (Stand: 1. Januar 2019) im Département Jura in der Region Bourgogne-Franche-Comté. Sie gehörte zum Arrondissement Saint-Claude und zum Kanton Saint-Lupicin.
Mit Wirkung vom 1. Januar 2019 wurden die ehemaligen Gemeinden Chassal und Molinges zur Commune nouvelle Chassal-Molinges zusammengeschlossen und haben in der neuen Gemeinde der Status einer Commune déléguée. Der Verwaltungssitz befindet sich im Ort Molinges.

## Geographie
Molinges liegt auf 360 m, etwa 8 km westsüdwestlich der Stadt Saint-Claude (Luftlinie). Das Dorf erstreckt sich im Jura, im Tal der Bienne, leicht erhöht auf einer Terrasse auf der Südseite des Flusses in einer Talweitung, am Nordostfuß des Höhenrückens der Roche de Joux.
Das Gebiet umfasst einen Abschnitt des französischen Juras. Der zentrale Teil wird von einer rund 1 km breiten Talweitung der Bienne eingenommen, die hier von Osten nach Westen durch den flachen Talboden fließt. Auf beiden Seiten wird die Talaue von steil ansteigenden und teilweise von Felsbändern durchzogenen Hängen flankiert. Im Süden verläuft die Hochfläche von Rogna; hier wird mit 686 m die höchste Erhebung von Molinges erreicht. Die östliche Grenze wird durch den Longviry gebildet, der oberhalb von Molinges aus einem tief eingeschnittenen Tal in die Talweitung der Bienne hinaustritt. Der Ort ist Teil des Regionalen Naturparks Haut-Jura (frz.: Parc naturel régional du Haut-Jura).
Nachbarorte von Molinges sind Pratz im Norden, Chassal im Osten, Larrivoire und Rogna im Süden sowie Vaux-lès-Saint-Claude im Westen.

## Geschichte
Seit dem 9. Jahrhundert gehörte Molinges zum Gebiet der Abtei Saint-Claude. Zusammen mit der Franche-Comté gelangte das Dorf mit dem Frieden von Nimwegen 1678 an Frankreich. Seit dem Mittelalter und noch bis Ende des 19. Jahrhunderts diente Molinges als wichtiger Umschlagsplatz. Die im Hochjura geschlagenen Baumstämme wurden im Hafen von Molinges in die Bienne befördert und anschließend nach Lyon geflößt. Am Anfang der Industrialisierung des Ortes stand die Gründung einer Marmorschleiferei im Jahre 1827, in der bis 1975 Marmor und Kalkstein aus der Umgebung bearbeitet wurde. Diese Marbrerie von Nicolas Gauthier hat bedeutende Innenausstattungsaufträge ausgeführt.
Als sich Frankreich im Zweiten Weltkrieg unter deutscher Besatzung befand, wurde der Résistancekämpfer Paul Caseau am 10. Juli 1944 in Molinges von Angehörigen der deutschen Besatzungsmacht gefoltert und erschossen.

## Bevölkerung
| Bevölkerungsentwicklung | Bevölkerungsentwicklung |
| Jahr                    | Einwohner               |
| ----------------------- | ----------------------- |
| 1962                    | 452                     |
| 1968                    | 491                     |
| 1975                    | 533                     |
| 1982                    | 534                     |
| 1990                    | 524                     |
| 1999                    | 596                     |
| 2004                    | 675                     |
| 2017                    | 699                     |

Molinges gehörte zu den kleinen Gemeinden des Départements Jura. Nachdem die Einwohnerzahl in der ersten Hälfte des 20. Jahrhunderts stets im Bereich von 500 Personen gelegen hatte, wurde nach einem vorübergehenden Rückgang seit Beginn der 1960er-Jahre eine deutliche Bevölkerungszunahme verzeichnet.

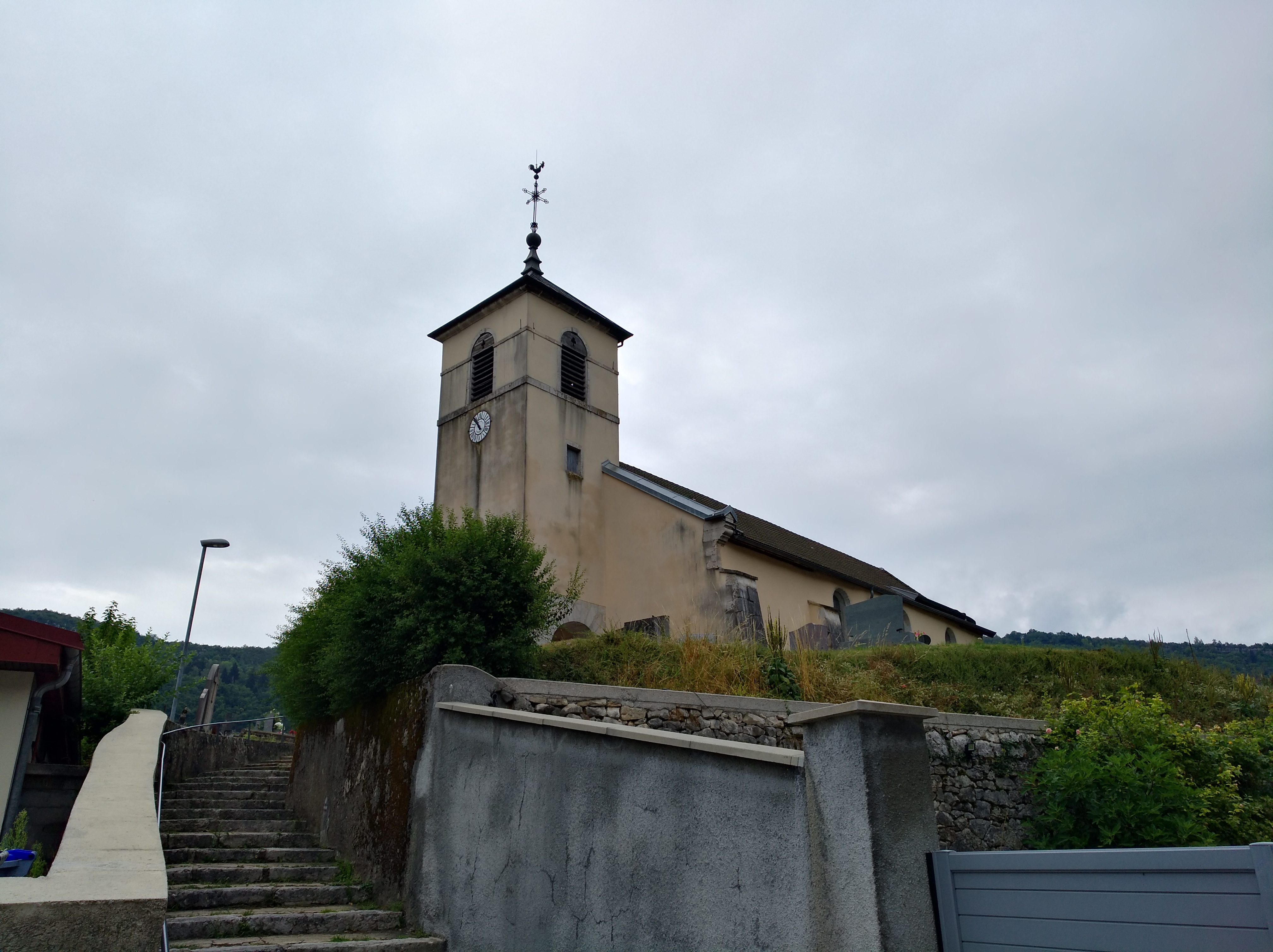
Kirche Saint-Léger
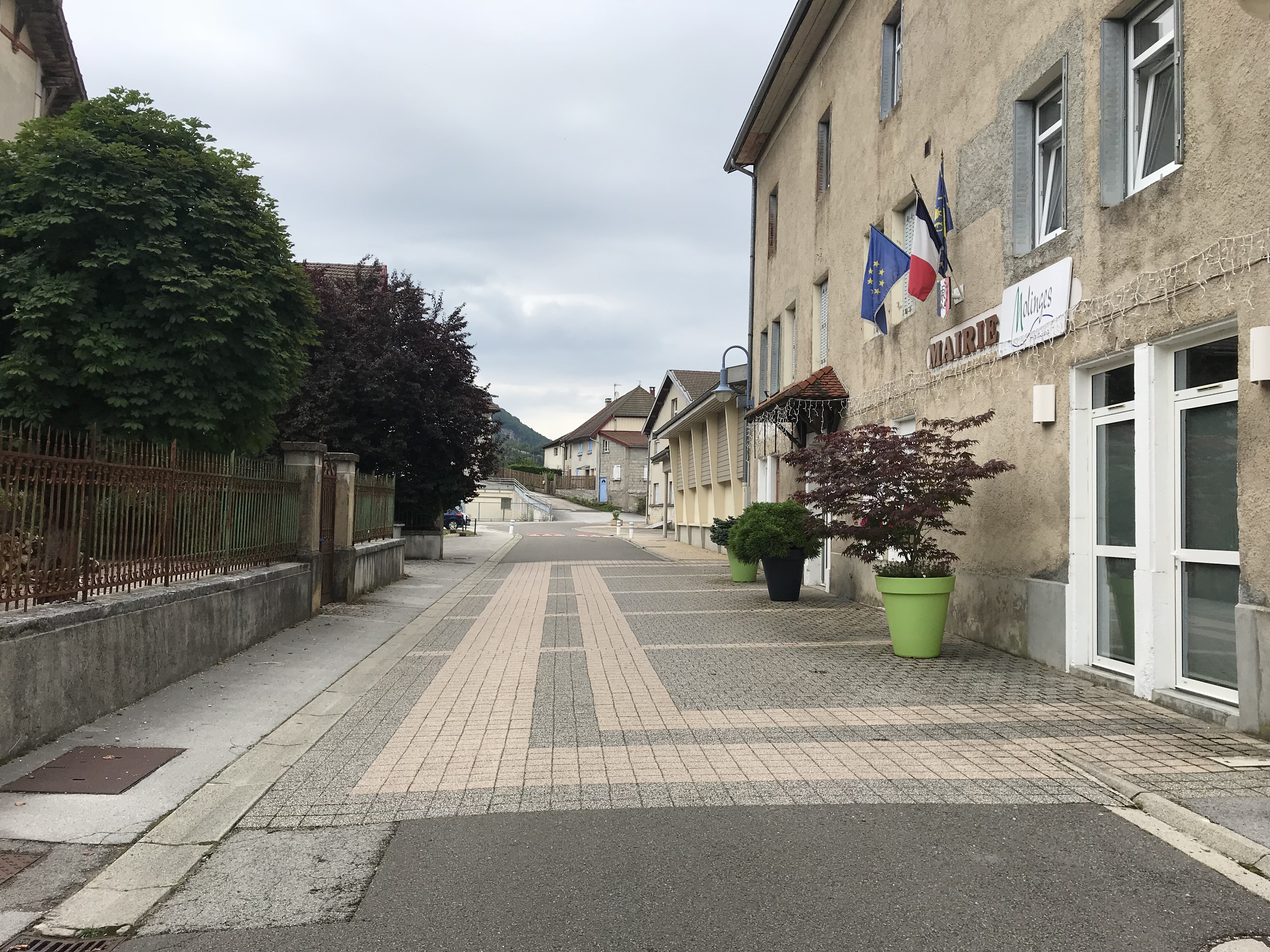
Ehemalige Mairie Molinges

## Wirtschaft und Infrastruktur
Molinges war lange Zeit ein vorwiegend durch die Landwirtschaft geprägtes Dorf. Daneben gibt es heute einige Betriebe des Klein- und Mittelgewerbes, unter anderem Unternehmen der Kunststoffindustrie und der Brillenfabrikation. Viele Erwerbstätige sind auch Wegpendler, die in den größeren Ortschaften der Umgebung, hauptsächlich in Oyonnax und Saint-Claude ihrer Arbeit nachgehen.
Die Ortschaft ist verkehrstechnisch gut erschlossen. Sie liegt an der Hauptstraße, die von Oyonnax nach Saint-Claude führt. Weitere Straßenverbindungen bestehen mit Viry und Vulvoz. Der nächste Anschluss an die Autobahn A404 (Saint-Martin-du-Frêne–Oyonnax) befindet sich in einer Entfernung von rund 17 km. Molinges besitzt einen Bahnhof an der Eisenbahnlinie von Oyonnax nach Saint-Claude.